# Byeonsan-myeon
Byeonsan-myeon (koreanska: 변산면) är en socken i Sydkorea. Den ligger i kommunen Buan-gun i  provinsen Norra Jeolla, i den västra delen av landet, 220 km söder om huvudstaden Seoul. 
Delar av Byeonsanbando nationalpark ligger i Byeonsan-myeon.